# Scythe (entreprise)
Pour les articles homonymes, voir Scythe.
Scythe est une entreprise japonaise produisant des systèmes de refroidissement pour PC. Son siège européen est basé à Hambourg, en Allemagne. Le nom de l'entreprise se traduit à l'image de son logo qui représente deux faux (outil).
Son activité japonaise est aussi la distribution d'autres marques.